# جشمة جيوريمنتنغون (لوداب)
جشمة جیوريمنتنغون (بالفارسية: چشمه جیوری منتنگون) هي قرية تقع في إيران في قسم لوداب الريفي. يقدر عدد سكانها بـ 134 نسمة بحسب إحصاء 2016.